# 阿伦达尔
阿伦达尔（挪威語： 聆听ⓘ）是挪威阿格德尔郡的市镇，行政中心为阿伦达尔市（同时也是阿格德尔郡郡治所在地）。市镇面积为270平方公里，人口数量为44,999人（2020年），人口密度为每平方公里176.4人。